# Tovera d'empenyiment augmentat
Una tovera d'empenyiment augmentat (TAN, de l'anglès thrust augmented nozzle) és un tipus de tovera de coet, dissenyat per Aerojet, que augmenta l'empenyiment d'un motor de coet de combustible líquid al nivell del mar.
Un problema habitual a l'hora de dissenyar motors de coet és que el canvi d'altitud i pressió durant l'ascens del coet té un impacte significatiu sobre el rendiment del motor. Normalment, cada tram d'un coet té motors dissenyats especialment per la part del vol en què funcionaran, però el seu rendiment decau quan se'ls utilitza fora del seu rang d'acció. Les toveres amb una ràtio d'àrea gran funcionen bé a la part alta de l'atmosfera, però no funcionen tan bé a la part baixa a causa dels efectes de separació de flux. Les toveres d'empenyiment augmentat mitiguen el problema injectant propel·lent i oxidant directament a una regió anul·lar de la secció de la tovera. Un avantatge addicional de les TAN és que es poden fer servir diversos propel·lents (com ara RP-1, augmentant encara més l'impuls).